# Muza (oficyna wydawnicza)
Muza – polskie wydawnictwo założone w 1991 w Warszawie, od 1998 notowane na Giełdzie Papierów Wartościowych w Warszawie.

## Opis
Wydawnictwo powstało z udziałem kapitałowym spółki Transakcja będącej de facto własnością PZPR. Współwłaścicielem wydawnictwa jest Włodzimierz Czarzasty, który deklaruje zaangażowanie w sprawy wydawnictwa od grudnia 1990. Czarzasty był jednocześnie inicjatorem podjęcia przez wydawnictwo publikacji książkowych. Wcześniej zajmowało się ono bowiem wydawaniem i dystrybucją w Polsce niemieckiego czasopisma „Burda”. Czarzasty odszedł z władz wydawnictwa, gdy Aleksander Kwaśniewski powołał go na członka Krajowej Rady Radiofonii i Telewizji, a więc w maju 1999. Podczas przemian ustrojowych Muza przejęła majątek wydawnictwa Sport i Turystyka i utworzyła z niego oddzielną redakcję. 
Od 1998 akcje spółki są notowane na Giełdzie Papierów Wartościowych w Warszawie. 
Na początku 2001 Muza była bliska przejęcia Wydawnictw Szkolnych i Pedagogicznych. Spółka podpisała już nawet z resortem skarbu projekt umowy sprzedaży akcji WSiP, jednak ówczesny minister skarbu Sławomir Cytrycki unieważnił przetarg ogłoszony przez jego poprzednika Wiesława Kaczmarka.
W skład wydawnictwa wchodzą trzy redakcje:
- Edukacja i Książka Kolorowa (encyklopedie, literatura dziecięca i młodzieżowa),
- Warszawskie Wydawnictwo Literackie (literatura piękna),
- Sport i Turystyka (albumy, przewodniki).

W styczniu 2013 r. rozpoczął działalność imprint wydawnictwa Muza SA – Akurat, w którym publikowane są książki z literatury popularnej (thrillery, kryminały, science fiction, fantasy, literatura erotyczna, współczesna proza polska). Redaktorem naczelnym imprintu jest Arkadiusz Nakoniecznik.

## Wybrane serie wydawnicze
- Biblioteka Bestsellerów (BB) – Patrick White, Gabriel García Márquez, Julio Cortazar, Mario Vargas Llosa
- Vademecum Interesującej Prozy (VIP) – Anaïs Nin, Amos Oz, Rubem Fonseca, Jean d’Ormesson
- Galeria – Amélie Nothomb, Arturo Pérez-Reverte, Ernest Hemingway, Isabel Allende
- Salsa – Eliseo Alberto, Márquez, Isabel Allende, José Carlos Somoza, Julio Cortazar
- Spectrum